# Onthophagus coronatus
Onthophagus coronatus là một loài bọ cánh cứng trong họ Bọ hung (Scarabaeidae).